# Zone van de naaste ontwikkeling
De zone van de naaste ontwikkeling (зона ближайшего развития), vaak afgekort als ZNO, is het verschil tussen wat een leerling zonder hulp kan doen en wat hij of zij met hulp kan doen. Het is een door de Sovjet-psycholoog en -sociaal-constructivist Lev Vygotsky (1896 - 1934) ontwikkeld concept.
Vygotsky stelde dat een kind het voorbeeld van een volwassene navolgt en geleidelijk aan het vermogen ontwikkelt om bepaalde taken zonder hulp of ondersteuning uit te voeren. Vygotsky's vaak geciteerde definitie van de zone van de naaste ontwikkeling stelt het voor als

De afstand tussen het feitelijke ontwikkelingsniveau zoals vastgesteld door middel van probleemoplossen door het kind zonder hulp uitgevoerd, en het potentiële ontwikkelingsniveau zoals vastgesteld door probleemoplossen onder volwassen begeleiding of begeleiding door meer gevorderde leeftijdsgenoten.

Vygotsky is samen met andere onderwijsdeskundigen van mening dat het de rol van het onderwijs moet zijn om kinderen van ervaringen die zich in hun ZNO bevinden te voorzien, en hierdoor hun individueel leervermogen te stimuleren en te bevorderen.